# Krishna Baldev Vaid
Krishna Baldev Vaid (* 1927 in Dinga, Punjab. Britisch-Indien; † 6. Februar 2020 in New York City) war ein indischer Hindi-Schriftsteller, Universitätsprofessor und Literaturübersetzer.

## Leben
Vaid wurde 1927 in Dinga im heutigen Pakistan geboren. Im Jahre 1947 flüchtete die Familie im Zuge der Teilung Indiens nach Neu-Delhi. Im Jahre 1949 erwarb er seinen Master in englischer Literatur an der Panjab University in Chandigarh. Seine Promotion an der Harvard University, finanziert mit einem Fulbright-Stipendium, hatte den Titel Technique in the Tales of Henry James (erschienen 1964 bei Harvard University Press). 
In den Jahren 1966 bis 1985 lehrte er an der University of Delhi, Panjab University, Brandeis University und der State University of New York. Er übersetzte Bücher von Henry James, Samuel Beckett und Jean Racine. Sein Hauptaugenmerk galt aber seiner Arbeit als Schriftsteller und dort den Themen Entfremdung und Identitätssuche. Von seinem realistischen Stil entfernte er sich allmählich und entwickelt eine Art magischen Realismus, der auch Einflüsse Kafkas und des Existenzialismus zeigt.
Vaid lebte wechselweise in den Vereinigten Staaten und dem indischen Kontinent und war ein Kenner der Kultur der indischen und der westlichen Welt. In den 1980er Jahren war er der Führer einer Gruppe von Schriftstellern der indischen Avantgarde um das „Bharat Bhavan“ in Bhopal. Er hat vierzig Bücher geschrieben, die unter anderem in die englische, französische und japanische Sprache übersetzt wurden. Im Jahre 2012 erschien das erste Buch von Vaid in deutscher Sprache. 
Er war mit der Malerin und Poetin Champa Vaid verheiratet. Nach seiner Emeritierung 1985 kehrte er nach Indien zurück und arbeitete dort unter anderem an den Hindi-Übersetzungen der Werke von Samuel Beckett, Lewis Carroll und Jean Racine.

## Werke
- Us ka Bacpan (Steps in the Darkness), 1958
- Guzara Hua Zamana (Times Gone By), 1981

In diesen beiden Romanen beschreibt der Autor den blutigen Verlauf der Teilung Britisch-Indiens, durch die aus fließenden Übergängen scharfe Grenzen werden.
- Hunger is Fire (La faim c'est le feu, frz. Übers. Asiathèque, 2007) ist ein Drama über die Konfrontation der verwöhnten indischen Mittelschichten mit Armut und Elend.

### In deutscher Sprache
- Tagebuch eines Dienstmädchens. Aus dem Hindi übers. von Anna Petersdorf. Draupadi Verlag, Heidelberg 2012, ISBN 978-3-937603-65-0; als TB: Unionsverlag, Zürich 2014, ISBN 978-3-293-20647-2.
- Wir Inder. Dt. von Rita Seuß. In: Cornelia Zetzsche (Hrsg.): Zwischen den Welten. Geschichten aus dem modernen Indien. Frankfurt, Leipzig 2006, S. 106–121. (Original: We Indians, in: Silence and other stories, Calcutta 1972.)